# Referéndum sobre la soberanía de Gibraltar de 2002
El Referéndum sobre la soberanía de Gibraltar de 2002 se realizó el 7 de noviembre de 2002 por el Gobierno de Gibraltar con el fin de conocer el apoyo popular a la propuesta de compartir la soberanía del territorio entre España y el Reino Unido. El resultado fue un rechazo masivo de la idea. 

## Trasfondo

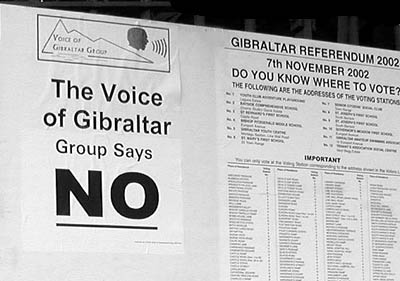
Un póster de la campaña.

Gibraltar fue cedida a la Corona británica en virtud del Artículo X del Tratado de Utrecht (1713). Desde entonces, España ha deseado recuperar el territorio, primero mediante uso militar y más tarde con restricciones y usando vías diplomáticas pacíficas. La soberanía de Gibraltar continúa siendo un tema presente en los sucesivos gobiernos españoles. Dentro del marco establecido por el Proceso de Bruselas, las conversaciones en secreto entre el Reino Unido y España culminaron en 2002 con el anuncio de Jack Straw en las Cámaras del Parlamento sobre que ambos países habían acordado compartir la soberanía del territorio, siempre y cuando Gibraltar lo consintiera.
El Gobierno de Gibraltar decidió entonces hacer su propio referéndum sobre la perspectiva de la soberanía compartida con España, a la que se opuso firmemente. Jack Straw describió esta decisión como "excéntrica".

## La pregunta
El referéndum de Gibraltar pidió a los habitantes su opinión en los siguientes términos:
El 12 de julio de 2002 el Secretario de Relaciones Exteriores, Jack Straw, en una declaración formal en la Cámara de los Comunes, dijo que después de doce meses de negociación, el Gobierno británico y español están en general de acuerdo en muchos de los principios que deben sustentar una solución duradera del reclamo de soberanía de España, que incluye el principio de que Gran Bretaña y España deben compartir la soberanía sobre Gibraltar.
¿Aprueba usted el principio de que Gran Bretaña y España deben compartir la soberanía sobre Gibraltar?

## Votos y resultado
Peter Caruana, el Ministro principal de Gibraltar, dijo sobre el resultado que:

Se ha enviado un mensaje claro al mundo, y que un político democrático en su propio riesgo describe este resultado como irrelevante... El resultado es de democracia en estado puro... El voto es el resultado de la voluntad del pueblo de Gibraltar y que el concepto de "soberanía compartida" es un callejón sin salida.

## Observadores internacionales
Para garantizar que el referéndum se llevaba a cabo de forma justa y que su resultado no podía ser desestimado, el gobierno de Gibraltar invitó un panel de observadores distinguidos encabezados por Gerald Kaufman, Miembro del Parlamento.
Su informe publicado confirma que: 
Los observadores quedaron muy impresionados con la organización del referéndum y agradecieron particularmente que el papel de los observadores fuera integral en el proceso, en comparación con el papel más pasivo de los observadores en otras elecciones. La forma meticulosa en que se contaron los votos excedió los requisitos y fue más allá de los requisitos adoptados para las elecciones en el Reino Unido.

## Reacciones
Las reacciones en los medios de comunicación españoles fueron hostiles. El País comentó que: 

Ningún gobierno español, ni este ni sus predecesores, ha hecho lo suficiente para hacer atractivo el concepto de soberanía compartida o integración con España.

La Ministra de Asuntos Exteriores española, Ana Palacio, describió este referéndum como "ilegal" y "en contra de todas las resoluciones de las Naciones Unidas".

## Efectos posteriores
En su testimonio ante el Comité de Asuntos Exteriores del Parlamento británico en 2008, el parlamentario Jim Murphy, Ministro de Estado para Europa, declaró:

El Gobierno del Reino Unido nunca - "nunca" es una palabra poco usada en la política — llegará a un acuerdo sobre la soberanía sin el acuerdo del Gobierno de Gibraltar y su gente. De hecho, nunca entraremos en ningún proceso sin ese acuerdo. La palabra "nunca" envía un compromiso importante y claro y se ha usado con un propósito. Hemos enviado un mensaje con confianza al pueblo y a los gobiernos de Gibraltar y España. Es una señal de la madurez de nuestra relación ahora que esto está aceptado como la posición que mantiene el Reino Unido.